# Nižní Lhoty
Nižní Lhoty är en ort i Tjeckien. Den ligger i den östra delen av landet, 290 km öster om huvudstaden Prag. Nižní Lhoty ligger 361 meter över havet och antalet invånare är 261.
Terrängen runt Nižní Lhoty är platt åt nordväst, men åt sydost är den kuperad.Runt Nižní Lhoty är det ganska glesbefolkat, med 30 invånare per kvadratkilometer. Närmaste större samhälle är Havířov, 14,8 km norr om Nižní Lhoty. I omgivningarna runt Nižní Lhoty växer i huvudsak blandskog.